# 競艇施行者の一覧
競艇施行者の一覧（きょうていせこうしゃのいちらん）においては、開催国の法令に基づいて公営競技として施行される競艇の主催者を列記する。
現在、競艇は2か国で開催されている。日本においては、1県22市の普通地方公共団体、15の特別地方公共団体、そして1の地方公営企業の合計39団体が競艇を施行している。また大韓民国では1公団が競艇を施行している。
なお、本項においては過去に競艇を施行していた団体についても記すが、2007年4月1日現在で施行権を有していない団体や存在しない団体については△で示す。

## 日本

### 関東
ボートレース桐生
- みどり市（1957年5月21日 - ）当初「阿左美水園競艇組合」として発足、2005年3月28日構成団体である藪塚本町が太田市と合併したことにより組合を脱退、2006年3月26日一部事務組合解散後、構成団体の笠懸町・大間々町が合併し「みどり市」となる。
  - 桐生市△ （1956年11月8日 - 2004年3月31日）市長の政策により撤退。

ボートレース戸田
- 戸田ボートレース企業団 （1954年11月3日 - ）当初「戸田競艇組合」として発足、2017年4月1日地方公営企業法全部適用により「戸田競艇企業団」へ改組、2022年4月1日「戸田ボートレース企業団」に名称変更。
- 埼玉県都市ボートレース企業団 （1958年1月1日 - ）当初「埼玉県十市競艇組合」として発足、1964年12月4日 「埼玉県都市競艇組合」に名称変更、2022年4月1日 地方公営企業法全部適用により「埼玉県都市ボートレース企業団」へ名称変更。
  - 埼玉県△ （1954年10月14日 - 1957年12月27日）埼玉県営としては撤退し、「埼玉県都市競艇組合」へ業務継承。

ボートレース江戸川
- 東京都六市競艇事業組合 （1966年6月30日 - ）当初「東京都十市競艇事業組合」として発足、1967年4月「東京都六市競艇事業組合」「東京都四市競艇事業組合」へ分離。
- 東京都三市収益事業組合 （1973年4月26日 - ）
  - 東京都△ （1955年8月12日 - 1973年3月31日）美濃部亮吉都知事の政策により撤退。

ボートレース平和島
- 府中市 （1955年9月20日 - ）
  - 東京都△ （1954年6月5日 - 1955年9月2日）江戸川競艇の施行をするため撤退。
  - 相模湖モーターボート競走組合△ （1960年3月31日 - 2005年3月31日）合併協議会の合意に基づき撤退し、同時に組合解散。施行権は「府中市」に継承。

ボートレース多摩川
- 青梅市 （1954年6月9日 - ）
- 東京都四市競艇事業組合 （1967年6月26日 - ）

### 東海
ボートレース浜名湖
- 浜名湖ボートレース企業団 （1953年8月7日 - ）「浜名湖競艇組合」として発足、1967年1月1日「浜名湖競艇企業団」へ改組、2024年4月1日「浜名湖ボートレース企業団」に名称変更。
  - 湖西市 （1964年8月24日 - 2010年3月23日）「浜名湖競艇企業団」の構成市であった新居町が湖西市と合併し、湖西市は「浜名湖競艇企業団」の構成団体となった。

ボートレース蒲郡
- 蒲郡市 （1955年8月13日 - 1956年6月29日、1958年10月1日 - ）
  - 岡崎市△（1955年10月1日 - 1956年6月29日、1958年10月1日 - 2010年3月31日）
  - 蒲郡・岡崎モーターボート競走施行組合△ （1956年6月30日 - 1958年9月30日）

ボートレース常滑
- 常滑市 （1952年8月30日 - ）当初「常滑モーターボート競走施行者組合」として発足、1954年4月1日構成団体である常滑町・西浦町・鬼崎町・大野町が合併し「常滑市」として開催。
- 半田市 （1964年7月23日 - ）半田競艇場での競走事業廃止の後、常滑競走場での競走事業を再開。

半田競艇場△（1954年9月26日、競走事業廃止　1964年3月31日、競走場廃止）
- 半田市△ （1953年4月4日 - 1959年9月26日）伊勢湾台風による被災で施設が全損したため。

ボートレース津（1964年6月、現在地へ新設移転）
- 津市 （1952年7月4日 - ）
  - 久居市ほか六箇町村競艇事業組合△ （1967年8月26日 - 2005年12月31日）構成団体の合意に基づき撤退し、同時に組合解散。

### 近畿・北陸
ボートレース三国
- 越前三国ボートレース企業団 （1953年4月14日 - ）当初、「武生三国モーターボート競走施行組合」として発足、2016年4月1日地方公営企業法全部適用により「越前三国競艇企業団」に編組、2025年4月1日「越前三国ボートレース企業団」へ名称変更。
  - あわら市△（1968年7月12日 - 2012年3月31日）当初「 芦原町」（ - 2004年2月29日）として単独開催、2004年3月1日芦原町が金津町と合併し「あわら市」としての開催、2012年3月31日により競艇事業より撤退。

ボートレースびわこ
- 滋賀県 （1952年7月18日 - ）
  - 大津市△（1952年8月、11月）
  - 長浜市△（1952年9月、1953年5月）
  - 彦根市△（1952年9月、1953年3月、1961年1月 - 1962年3月）

ボートレース住之江 （1956年移転前の狭山競走場△を含む）
- 大阪府都市ボートレース企業団 （1952年9月5日 - ）当初「大阪府都市競艇組合」として発足、2016年4月1日地方公営企業法全部適用により「大阪府都市競艇企業団」に改組、2023年4月1日「大阪府都市ボートレース企業団」へ名称変更。
- 箕面市 （1956年12月1日 - ）当初「箕面豊川競艇組合」（1954年11月11日 - 1956年11月30日）として発足、1956年12月1日構成団体の箕面市・豊川村の合併に伴い「箕面市」単独施行となる。

ボートレース尼崎
- 尼崎市 （1952年9月14日 - ）
- 伊丹市 （1953年6月18日 - ）

### 四国
ボートレース鳴門
- 鳴門市 （1953年4月24日 - ）
- 松茂町ほか二町ボートレース事業組合 （1969年4月8日 - ）当初「大麻町松茂町競艇事業組合」（1966年5月23日 - 1966年12月31日）として発足、1967年1月1日、構成団体の大麻町が鳴門市と合併したため 松茂町 （1967年1月1日 - 1968年3月31日）として開催、1969年4月1日北島町・板野町が施行者指定をうけ「松茂町ほか二町競艇事業組合」として開催、1971年5月11日藍住町が施行者指定を受け「松茂町ほか三町競艇事業組合」に名称変更、2000年3月31日に藍住町が組合を脱退したため、2000年4月1日「松茂町ほか二町競艇事業組合」に名称変更、2025年4月1日「松茂町ほか二町ボートレース事業組合」に名称変更。

ボートレース丸亀
- 丸亀市 （1952年10月31日 - ）
- 香川県中部ボートレース事業組合 （1968年8月8日 - ）当初「善通寺市ほか六町競艇事業組合」として発足、2004年3月31日善通寺市・多度津町は組合を脱退、2004年4月1日「香川県中部広域競艇事業組合」へ名称変更、2023年4月1日「香川県中部ボートレース事業組合」へ名称変更。

### 中国
ボートレース児島
- 倉敷市 （1952年11月22日 - ）当初「児島市」（ - 1967年1月31日）として開催、1967年2月1日倉敷市・児島市・玉島市の3市合併により「倉敷市」としての開催となる。
- 備南ボートレース事業組合 （1975年6月21日 - ）当初「備南競艇事業組合」として発足、2025年4月1日「備南ボートレース事業組合」へ名称変更。

ボートレース宮島
- 宮島ボートレース企業団 （1954年11月1日 - ）当初「宮島競艇施行組合」として発足、2019年4月1日地方公営企業法全部適用により「宮島ボートレース企業団」へ名称変更。
  - 広島市△ （1993年10月2日 - 1995年9月26日）第12回アジア競技大会夏季大会（1994年）開催資金の一部に充当するため、2年間限りの施行。
  - 広島県西部競艇施行組合△ （1995年10月21日 - 2004年3月19日）構成団体の合意に基づき撤退し、同時に組合解散。

ボートレース徳山
- 周南市（1953年8月28日 - ）当初「徳山市」（1953年8月28日- 2003年4月20日）として開催、2003年4月21日徳山市・新南陽市・熊毛町・鹿野町の2市2町が合併し「周南市」として開催。
  - 光市△ （1966年8月13日 - 2004年3月31日）市長の政策により撤退。

ボートレース下関
- 下関市 （1954年10月22日 - ）
  - 美祢市萩市競艇組合△ （1967年3月27日 - 2016年3月31日）当初「美禰市ほか一市二町競艇組合」として発足、2005年2月13日構成団体である菊川町・豊田町・豊浦町・豊北町が下関市と合併、これに伴い「美祢市萩市競艇組合」へ名称変更。2016年3月31日に組合解散。

### 九州
ボートレース若松
- 北九州市 （1952年11月11日 - ）当初「若松市」として開催、1963年2月10日若松市・小倉市・八幡市・戸畑市・門司市の5市が合併し「北九州市」として開催。
- 中間市行橋市競艇組合 （1969年7月15日 - ）

ボートレース芦屋
- 芦屋町（1952年11月7日 - ）当初「芦屋町外二ヵ村競艇施行組合」として発足、1962年10月1日岡垣村が町政を施行、1964年4月1日遠賀村が町政を施行し「芦屋町外二ヵ町競艇施行組合」へ名称変更。2010年3月31日に遠賀町・岡垣町が脱退し組合を解散したことにより「芦屋町」単独で開催。

ボートレース福岡
- 福岡市 （1953年9月26日 - ）
- 福岡都市圏広域行政事業組合 （1989年10月18日 - ）当初「福岡都市圏競艇等事業組合」として発足、2009年4月1日「福岡都市圏広域行政事業組合」に名称変更。

ボートレース唐津
- 唐津市 （1953年8月7日 - ）
  - 東松浦競艇組合△（1982年4月23日 - 2005年3月31日）合併協議会の合意に基づき撤退し、同時に組合解散。

ボートレース大村
- 大村市 （1952年4月6日 - ）
  - 長崎県広域競艇組合△（1968年7月23日 - 2006年3月31日）

## 大韓民国
渼沙里漕艇競技場
- 国民体育振興公団 （2002年6月18日 - ）